# Włodzimierz Gruszczyński (filolog)
Włodzimierz Waldemar Gruszczyński (ur. 14 marca 1953 w Warszawie) – polski językoznawca polonistyczny, profesor nauk humanistycznych.

## Życiorys
Ukończył studia na Wydziale Polonistyki Uniwersytetu Warszawskiego (1977). W 1987 obronił na UW doktorat Fleksja rzeczowników we współczesnym języku polskim. Opis i próba jego zastosowania w słowniku (promotor – Zygmunt Saloni). Habilitował się w 2000, przedstawiwszy dzieło Wokabularze ryskie na tle XVI- i XVII-wiecznej leksykografii polskiej. Tytuł profesora uzyskał w 2014. Od 1978 do 2010 pracował w Instytucie Dziennikarstwa na Wydziale Dziennikarstwa i Nauk Politycznych UW. W 2002 został profesorem nadzwyczajnym w tej jednostce. Pracował także w SWPS Uniwersytecie Humanistycznospołecznym  w Warszawie.
W latach 80. i 90. był lektorem języka polskiego na uniwersytetach w Bukareszcie, Uppsali i Sztokholmie. W latach 1990–1991 sekretarz redakcji „Computerworld".
W 2003 rozpoczął pracę w Instytucie Języka Polskiego PAN, gdzie kieruje Pracownią Historii Języka Polskiego XVII–XVIII wieku, zajmującej się opracowaniem słownika języka polskiego z tego okresu. Jest wiceprzewodniczącym Rady Naukowej Instytutu.
Członek Prezydium Komitetu Językoznawstwa PAN.